# Chihuahua (Bundesstaat)
Chihuahua [tʃiˈwawa], offiziell Freier und Souveräner Staat Chihuahua (spanisch Estado Libre y Soberano de Chihuahua), ist mit 247.938 km² der größte Bundesstaat Mexikos und hat etwa 3,4 Mio. Einwohner. Er grenzt im Westen an Sonora, im Norden an die Vereinigten Staaten (New Mexico und Texas), im Osten an Coahuila, im Südwesten an Sinaloa, im Süden an Durango. Die größte Stadt ist nicht die Hauptstadt Chihuahua, sondern Ciudad Juárez, am Río Bravo del Norte gegenüber von El Paso. Chihuahua ist weiter untergliedert in 67 Municipios.

## Name
Der Name ist Nahuatl und bedeutet ungefähr „trockener und sandiger Ort“. Chihuahua ist auch der Name der kleinsten Hunderasse der Welt.

## Geographie
Der Staat wird von einem wüstenartigen Hochplateau eingenommen, das nach Westen hin stark abfällt. In diesem Gebirge ist auch die größte Touristenattraktion des Staates, die malerische Barranca del Cobre („Kupferschlucht“). Den Norden des Bundesstaates bildet die Chihuahua-Wüste, die außerdem den benachbarten Bundesstaat Coahuila beinahe vollständig sowie Teile der südlichen USA einnimmt.

## Bevölkerung
| Jahr | Einwohnerzahl |
| ---- | ------------- |
| 1970 | 1.612.525     |
| 1980 | 2.005.477     |
| 1990 | 2.441.873     |
| 1995 | 2.793.537     |
| 2000 | 3.052.907     |
| 2005 | 3.241.444     |
| 2010 | 3.406.465     |
| 2015 | 3.556.574     |
| 2020 | 3.741.869     |

In den 1920er Jahren gründeten deutschstämmige und deutschsprachige Mennoniten Kolonien im Norden. Diese Kolonien sind oft gleichzeitig landwirtschaftliche Genossenschaften. Mittlerweile ist die Zahl der Mennoniten aufgrund ihres Kinderreichtums von 7.000 auf 80.000 angewachsen.
Das Plattdeutsche ist Alltagssprache; Hochdeutsch wird im Gottesdienst gesprochen und in der Schule gelehrt. Es gibt eine deutschsprachige Zeitschrift und mehrere Mitteilungsblätter sowie ein Radioprogramm auf Deutsch.
Zu den indigenen Völkern in Chihuahua zählen die Tarahumara.

Der Bundesstaat Chihuahua 1824

## Geschichte
Die  Stadt Chihuahua wurde 1709 gegründet und war in der spanischen Kolononialzeit Teil des Vizekönigreichs Neuspanien. Der Bundesstaat Chihuahua entstand nach dem  Mexikanischen Unabhängigkeitskrieg am 6. Juli 1824. Die Gebiete des Bundesstaates auf der Nordseite des Flusses Rio Grande kamen mit dem Vertrag von Guadalupe Hidalgo 1848 und dem anschließenden Verkauf des angrenzenden Gadsden-Gebietes 1853 an Texas und damit unter amerikanische Hoheit. Während der Mexikanischen Revolution spielte Chihuahua eine bedeutende Rolle als Revolutionszentrum und Operationsbasis von Pancho Villas División del Norte. Dementsprechend kam es zwischen den mexikanischen Bundestruppen und der Revolutionsarmee Villas wiederholt zu erbitterten Kämpfen um Chihuahua, so zum Beispiel in den Jahren 1913 und 1916.

## Politik

### Gouverneurin
Die Regierung des Bundesstaates wird von einem direkt vom Volk gewählten Gouverneur (span.: Gobernador) geleitet. Mit María Eugenia Campos Galván bekleidet seit 8. September 2021 erstmals eine Frau das Amt.
Die Zentralregierung wirkt stark in die Bundesstaaten hinein. Dies liegt in den vielfältigen Abhängigkeiten der Staaten von der Bundesregierung begründet, da diese den Staaten und Gemeinden einen Teil der Steuereinnahmen zuweist. Daneben haben die Ministerien Vertretungen (Delegaciones) in den Bundesstaaten, Regierungsbezirken und Gemeinden. Über diese werden Bundesmittel insbesondere für Sozialfürsorge und Entwicklungsprogramme vergeben.

### Städte und Gemeindebezirke
Die größte Stadt ist nicht die Hauptstadt Chihuahua, sondern Ciudad Juárez, gelegen am Río Bravo del Norte gegenüber der texanischen Stadt El Paso. Chihuahua gliedert sich in insgesamt 67 Municipios.